# Barrage Bansagar
Le Barrage Bansagar est un barrage hydroélectrique situé sur le cours de la rivière Son près de la localité de Deolond (en), dans l'État du Madhya Pradesh en Inde.

## Source de la traduction
- (en) Cet article est partiellement ou en totalité issu de l’article de Wikipédia en anglais intitulé « Bansagar Dam » (voir la liste des auteurs).